# Selección femenina de baloncesto sub-16 del Reino Unido
La selección femenina de baloncesto sub-16 del Reino Unido es un equipo nacional de baloncesto de Reino Unido, administrado por el British Basketball. Representa al país en las competiciones internacionales de baloncesto femenino sub-16.

## Participaciones

### Campeonato Europeo de Baloncesto Femenino Sub-16
| Año  | División B |
| ---- | ---------- |
| 2017 | 18°        |
| 2018 | 15°        |
| 2019 | 6°         |